# Capital One Grand Slam of Curling
Capital One Grand Slam of Curling, Grand Slam of Curling, Wielki Szlem w curlingu – cykl turniejów curlingowych rozgrywanych w Kanadzie, wliczany do World Curling Tour. Turnieje Wielkiego Szlema mają największą pulę nagród i uczestniczą w nich najlepsze drużyny z Kanady i reszty świata.
Szlem mężczyzn ustanowiono podczas sezonu 2001–2002, kobiety rozgrywają go od sezonu 2006–2007, jednak poszczególne turnieje mają dłuższą historię. Osiągnięcia w zawodach są wyżej punktowane w Canadian Team Ranking System niż pozostałe imprezy WCT.
Rozgrywki Wielkiego Szlema w każdym sezonie posiadają swój ranking – obecnie Capital One Cup. Punkty przyznawane są dla 8 drużyn, które zajmą miejsca 1-5, zespoły, które nie zakwalifikują się do fazy playoff dostają punkty za każdy wygrany mecz. Najlepsze trzy drużyny w rankingu otrzymują nagrody pieniężne.
W historii tylko Kevin Martin i Glenn Howard tryumfowali we wszystkich turniejach Wielkiego Szlema, jednak nikomu nie udało się tego osiągnąć w trakcie jednego sezonu.

## Kobiety

### Curlers Corner Autumn Gold Curling Classic
| Rok  | Zwyciężczyni          | Pula nagród (CAD) |
| ---- | --------------------- | ----------------- |
| 2014 | Jennifer Jones        | 50 000            |
| 2013 | Eve Muirhead          | 50 000            |
| 2012 | Sherry Middaugh       | 54 000            |
| 2011 | Cathy Overton-Clapham | 54 000            |
| 2010 | Wang Bingyu           | 52 000            |
| 2009 | Jennifer Jones        | 56 000            |
| 2008 | Shannon Kleibrink     | 56 000            |
| 2007 | Jennifer Jones        | 56 000            |
| 2006 | Kelly Scott           | 51 000            |

### Colonial Square Ladies Classic
| Rok  | Zwyciężczyni    | Pula nagród (CAD) |
| ---- | --------------- | ----------------- |
| 2014 | Eve Muirhead    | 47 000            |
| 2013 | Jennifer Jones  | 50 000            |
| 2012 | Stefanie Lawton | 54 000            |

### Masters of Curling
| Rok  | Zwyciężczyni     | Pula nagród (CAD) |
| ---- | ---------------- | ----------------- |
| 2014 | Valerie Sweeting | 100 000           |
| 2013 | Rachel Homan     | 100 000           |
| 2012 | Rachel Homan     | 50 000            |

### Canadian Open of Curling
| Rok  | Zwyciężczyni | Pula nagród (CAD) |
| ---- | ------------ | ----------------- |
| 2014 | Eve Muirhead | 100 000           |

### Players’ Championship
| Rok  | Zwyciężczyni    | Pula nagród (CAD) |
| ---- | --------------- | ----------------- |
| 2013 | Eve Muirhead    | 100 000           |
| 2012 | Stefanie Lawton | 100 000           |
| 2011 | Jennifer Jones  | 100 000           |
| 2010 | Cheryl Bernard  | 100 000           |
| 2009 | Jennifer Jones  | 100 000           |
| 2008 | Amber Holland   | 100 000           |
| 2007 | Jennifer Jones  | 100 000           |

## Mężczyźni

### Masters of Curling
| Rok  | Zwycięzca      | Pula nagród (CAD) |
| ---- | -------------- | ----------------- |
| 2014 | Brad Gushue    | 100 000           |
| 2013 | Glenn Howard   | 100 000           |
| 2012 | Kevin Koe      | 100 000           |
| 2011 | Glenn Howard   | 100 000           |
| 2010 | Mike McEwen    | 100 000           |
| 2009 | Glenn Howard   | 100 000           |
| 2008 | Glenn Howard   | 100 000           |
| 2008 | Glenn Howard   | 100 000           |
| 2006 | Glenn Howard   | 100 000           |
| 2006 | Randy Ferbey   | 100 000           |
| 2004 | Jeff Stoughton | 100 000           |
| 2003 | Wayne Middaugh | 100 000           |
| 2003 | Kevin Martin   | 100 000           |
| 2002 | Bruce Korte    | 100 000           |

### Canadian Open of Curling
| Rok  | Zwycięzca      | Pula nagród (CAD) |
| ---- | -------------- | ----------------- |
| 2014 | Brad Gushue    | 100 000           |
| 2013 | Kevin Koe      | 100 000           |
| 2012 | Glenn Howard   | 100 000           |
| 2011 | Mike McEwen    | 100 000           |
| 2011 | Mike McEwen    | 100 000           |
| 2010 | Kevin Martin   | 100 000           |
| 2009 | Glenn Howard   | 100 000           |
| 2007 | Kevin Martin   | 100 000           |
| 2007 | Kevin Martin   | 100 000           |
| 2006 | Jeff Stoughton | 100 000           |
| 2005 | Kevin Martin   | 100 000           |
| 2003 | Glen Despins   | 100 000           |
| 2002 | Kevin Martin   | 100 000           |
| 2001 | Wayne Middaugh | 100 000           |

### The National
| Rok  | Zwycięzca       | Pula nagród (CAD) |
| ---- | --------------- | ----------------- |
| 2014 | Mike McEwen     | 100 000           |
| 2014 | Glenn Howard    | 100 000           |
| 2013 | Jeff Stoughton  | 100 000           |
| 2012 | Glenn Howard    | 100 000           |
| 2010 | Kevin Martin    | 100 000           |
| 2010 | Brad Gushue     | 100 000           |
| 2008 | Wayne Middaugh  | 100 000           |
| 2007 | Kevin Martin    | 100 000           |
| 2007 | Kevin Martin    | 100 000           |
| 2005 | Wayne Middaugh  | 100 000           |
| 2004 | Kevin Martin    | 100 000           |
| 2004 | Glenn Howard    | 100 000           |
| 2003 | Pierre Charette | 100 000           |
| 2002 | Glenn Howard    | 100 000           |

### Players’ Championships
| Rok  | Zwycięzca      | Pula nagród (CAD) |
| ---- | -------------- | ----------------- |
| 2013 | Glenn Howard   | 100 000           |
| 2012 | John Epping    | 100 000           |
| 2011 | Kevin Martin   | 100 000           |
| 2010 | Kevin Martin   | 100 000           |
| 2009 | Randy Ferbey   | 100 000           |
| 2008 | Glenn Howard   | 100 000           |
| 2007 | Kevin Martin   | 100 000           |
| 2006 | Randy Ferbey   | 150 000           |
| 2005 | Kevin Martin   | 150 000           |
| 2004 | John Morris    | 150 000           |
| 2003 | Jeff Stoughton | 150 000           |
| 2002 | Wayne Middaugh | 150 000           |

## Dawne turnieje wielkoszlemowe

### Rozgrywane

#### Manitoba Lotteries Women’s Curling Classic
Obecnie Canad Inns Women’s Classic.
| Rok  | Zwyciężczyni      | Pula nagród (CAD) |
| ---- | ----------------- | ----------------- |
| 2013 | Jennifer Jones    | 60 000            |
| 2012 | Stefanie Lawton   | 60 000            |
| 2011 | Renée Sonnenberg  | 60 000            |
| 2010 | Chelsea Carey     | 60 000            |
| 2009 | Kelly Scott       | 62 000            |
| 2008 | Michelle Englot   | 62 000            |
| 2007 | Shannon Kleibrink | 50 000            |
| 2006 | Sherry Anderson   | 45 000            |

### Nierozgrywane

#### Sobeys Slam
| Rok  | Zwyciężczyni          | Pula nagród (CAD) |
| ---- | --------------------- | ----------------- |
| 2010 | Jennifer Jones        | 60 000            |
| 2008 | Marie-France Larouche | 60 000            |
| 2007 | Sherry Middaugh       | 54 000            |

#### Wayden Transportation Ladies Classic
| Rok  | Zwyciężczyni    | Pula nagród (CAD) |
| ---- | --------------- | ----------------- |
| 2008 | Jennifer Jones  | 60 000            |
| 2007 | Kelly Scott     | 60 000            |
| 2006 | Stefanie Lawton | 60 000            |